# Sveaborg (fartyg)
Sveaborg var en minläggare i den finländska flottan. Fartyget byggdes år 1904 av Maskin & Bro A/B i Helsingfors. Fartyget såldes på 1930-talet till Estland. Fartyget kunde ta 30 ton kol som bränsle.